# 배로곶

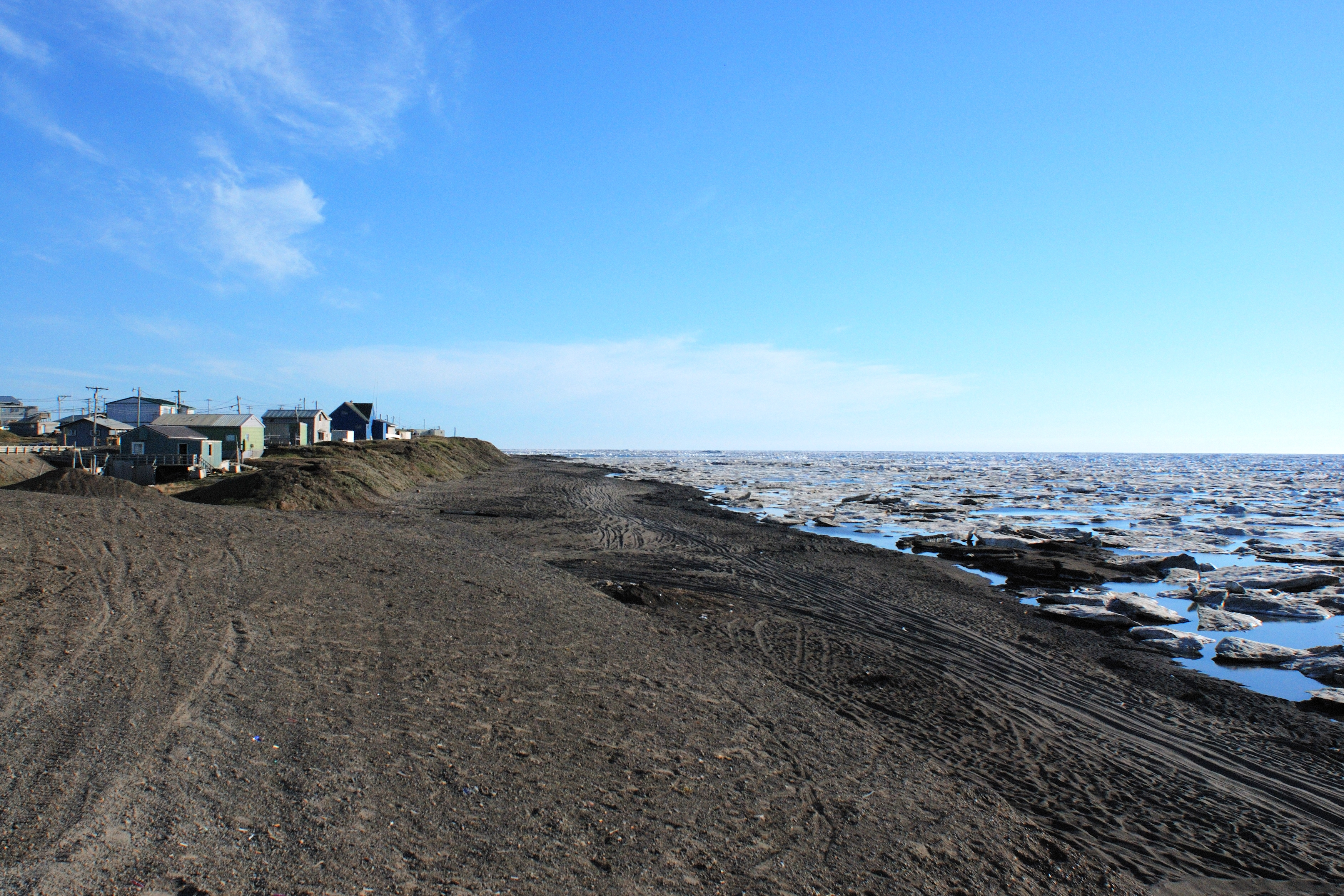

배로 곶(Point Barrow)은 미국 알래스카주의 북극해로 튀어나온 곶이다. 북위 71° 23′ 20″ 서경 156° 28′ 45″ / 북위 71.38889°  서경 156.47917° 에 있으며, 미국 영토 중 가장 북쪽 지점으로, 북극점까지의 거리는 2,078 km이다.

## 같이 보기
- 우미악